# Baška (stacja kolejowa)
Baška – stacja kolejowa w Baszce pod adresem Baška 430, w kraju morawsko-śląskim, w Czechach. 

## Historia
Stacja kolejowa zlokalizowana na północy wsi została otwarta w 1871 roku. Wybudowano murowany dworzec kolejowy w którym znajduje się poczekalnia dla podróżnych oraz kasy biletowe wraz z pojedynczym peronem. Stacja skomunikowana jest z lokalnym transportem autobusowym. Stacyjka jest wykorzystywana przez turystów udającym się w kierunku południowym.